# Мария Тереза Австрийска (1845 – 1927)
Мария Тереза Анна, херцогиня на Австрия/фон Хабсбург-Тешен (на немски: Maria Theresa Anna Erzherzogin von Österreich; Maria Theresia Anna von Habsburg-Teschen; * 17 юли 1845, Виена, Австрийска империя; † 8 октомври 1927, Тюбинген, Ваймарската република) е ерцхерцогиня от династията Хабсбург-Лотаринги и чрез брак херцогиня на Вюртемберг.

## Произход
Мария Тереза е първото от трите деца на фелдмаршал ерцхерцог Албрехт Австрийски-Тешенски (* 1817, † 1895) и на съпругата му принцеса Хилдегард Луиза Баварска (* 1825, † 1864). Нейни дядо и баба по бащина линия са ерцхерцог Карл Австрийски и Хенриета фон Насау-Вайлбург, а по майчина – абдикиралият крал Лудвиг I Баварски и Тереза фон Сакс-Хилдбургхаузен. Тя е племенница на Максимилиан II Йозеф Баварски. Има един брат и една сестра:
- Карл Албрехт (* 1847, † 1848), починал от едра шарка на 18-месечна възраст.
- Матилда Мария (* 1849, † 1867), предопределена за кралица на Италия, но загинала трагично от изгаряне.

## Биография
На 18 януари 1865 г., в Камерния параклис на Хофбург във Виена, на почти 20-годишна възраст, Мария Тереза се омъжва за 27-годишния Филип фон Вюртемберг, херцог на Вюртемберг и вюртембергски генерал-полковник (25 февруари 1913), син на херцог Александер фон Вюртемберг и на принцеса Мария Кристиана Орлеанска, дъщеря на френския крал Луи-Филип. Тя остава във Виена със съпруга си, за да облекчи нарастващата самота на баща си след смъртта на съпругата му (1864 г.).
Двойката има дворец, построен на Рингщрасе във Виена и се премества в него през 1866 г. Пет години по-късно палат „Вюртемберг“ е продаден и открит като Хотел „Империал“ за Световното изложение през 1873 г. След това двойката придобива Щруделхоф на художника Петер Щрудел във Виена като своя виенска резиденция. На брега на езерото Траунзее те имат вила, построена близо до Алтмюнстер от 1872 г., която е наречена Вила „Мария Тереза“ на името на херцогинята, а днешното ѝ име е Замък Траунзее.
Под консервативното католическо влияние на Мария Тереза, което включва и това на майка ѝ католичка, херцог Филип става основател на католическия клон на Дом Вюртемберг. От брака на им се раждат трима сина, включително херцог Албрехт, който по-късно става глава на Дом Вюртемберг, и две дъщери.
През 1907 г. херцогиня Мария Терезия и съпругът ѝ се преместват в Щутгарт.

След смъртта на съпруга си тя се премества със сина си в замъка Алтхаузен. Тя умира на 82-годишна възраст на 8 октомври 1927 г., след 10 години като вдовица, в Тюбинген и е погребана в криптата на църквата на замъка в Алтхаузен.
- Херцог Филип фон Вюртемберг и Мария Тереза Австрийска
- Мария Тереза Австрийска
- Херцогиня Мария Тереза фон Вюртемберг, 1888

## Брак и потомство
∞ 18 януари 1865 в Хофбург, Виена, за Филип фон Вюртемберг (* 30 юли 1838, Ньой сюр Сен, Париж; † 11 октомври 1917, Щутгарт), херцог на Вюртемберг и вюртембергски генерал-полковник (25 февруари 1913), син на херцог Александер фон Вюртемберг и на принцеса Мария Кристиана Орлеанска, от когото има трима сина и две дъщериː 
- Албрехт фон Вюртемберг (* 23 декември 1865, Виена; † 29 октомври 1939, Алтхаузен), херцог на Вюртемберг, ∞ 1893 за Маргарета София Австрийска (* 1870, † 1902), дъщеря на ерцхерцог Карл Лудвиг Австрийски, от която има трима сина и четири дъщери
- Мария Амелия фон Вюртемберг (* 1865, † 1883)
- Мария Изабела фон Вюртемберг (* 1871, † 1904), ∞ 1894 за принц Йохан Георг Саксонски (* 1869, † 1938), втори син на крал Георг Саксонски, от когото няма деца
- Роберт Мария Клемент Филип Йозеф фон Вюртемберг (* 14 януари 1873, Мерано; † 12 април 1947, Алтхаузен), ∞ 1900 за Мария Имаколата Австрийска (* 1878, † 1968), дъщеря на ерцхерцог Карл Салватор Австрийски-Тоскана, от която няма деца
- Улрих Мария Лудвиг Филип Йозеф фон Вюртемберг (* 13 юни 1877, Гмунден; † 13 юни 1944, Алтхаузен), бездетен

- Албрехт Мария, син
- Роберт (син) и Мария Имаколата (снаха)
- Улрих Мария, син

## Галерия
- Херцог Филип фон Вюртемберг живее в Палат „Вюртемберг“ във Виена със съпругата си Мария Тереза Австрийска от 1866 г., но го продава през 1871 г. на банкера Хорас фон Ландау. Може да е станал безинтересен за херцога като място за живеене, след като новопостроеният Wiener Musikverein скрива гледката към река Виена, а път блокира достъпа до парка. Но и херцогинята никога не се е чувствала комфортно в двореца.
- Штруделхоф, Виена
- Замък Траунзее, Алмюнстер
- Замък Алтхаузен